# Бодонкур
Бодонкур (фр. Baudoncourt) насеље је и општина у источној Француској у региону Франш-Конте, у департману Горња Саона која припада префектури Лир.
По подацима из 2011. године у општини је живело 542 становника, а густина насељености је износила 71,6 становника/km². Општина се простире на површини од 7,57 km². Налази се на средњој надморској висини од 265 метара (максималној 294 m, а минималној 258 m).

## Демографија
| 1962. | 1968. | 1975. | 1982. | 1990. | 1999. | 2011. |
| ----- | ----- | ----- | ----- | ----- | ----- | ----- |
| 490   | 476   | 502   | 547   | 532   | 539   | 542   |

График промене броја становника у току последњих година